# سرخس‌عقابیان
سرخس‌عقابیان (نام علمی: Dennstaedtiaceae) یکی از پانزده تیره بسپایک‌سانان (Polypodiales) است که جزو پیشرفته‌ترین سرخس‌ها به‌شمار می‌آیند و فراوان‌ترین سرخس جهان، یعنی سرخس‌عقابی، نیز در این تیره قرار دارد؛ گیاهان این تیره اغلب برگ‌های درشت و بسیار منقسم دارند؛ هاگینه‌های آنها کوچک است و درون حاشیه‌ای با هاگینه‌پوش‌های فنجانی‌شکل قرار دارد یا دارای حاشیه خطی با هاگینه‌پوش کاذب است که حاصل لب‌برگشتگی برگ است.
سرخس‌عقابیان سه خانواده منسوخ پیشین را دربر می‌گیرند که یکی از آن‌ها زیرپولکیان (Hypolepidaceae) بودند.